# Palazzo Sichardt
Palazzo Sichardt, noto in passato anche come palazzo Jacob-Scopoli, palazzo Scopoli-Jacob o semplicemente palazzo Jacob, è un palazzo di Rovereto risalente al XVIII secolo.

## Storia dell'edificio
L'edificio venne costruito per essere utilizzato come magazzino e attività commerciali legate alla seta. In origine vi erano annessi un filatoio ed una ruota idraulica, in seguito la roggia dalla quale era alimentata la ruota fu coperta e la ruota demolita. L'ex filatoio è stato usato per altri fini sino a diventare sede di uffici comunali.
Nel 1910 divenne proprietà del Comune di Rovereto. Nel 1939 il nuovo podestà Sartorine concesse la gestione al museo civico perché ne divenisse sede direzionale ed espositiva, quando ancora l'istituzione si trovava nel palazzo Annona. L'inaugurazione avvenne durante il periodo bellico, nel 1942, poi fu rinnovata nel 1946. 
Nella prima metà degli anni cinquanta, in seguito ad un periodo di crisi, il sindaco Veronesi propose di chiudere il museo e di trasformare il palazzo in abitazione privata. Umberto Tomazzoni reagì con una lettera appassionata in difesa dell'istituzione e, in effetti, a breve l'ipotesi di cambio di destinazione venne dimenticata ed il museo ricevette fondi in quantità maggiore rispetto a prima. Rimase così sede principale del museo civico quasi sino alla fine del XX secolo, e alla sua guida si succedettero, come direttori, Gino Martini, Livio Tamanini e Franco Finotti.

### Il nome
Nato come palazzo Sichardt, dal cognome dei primi proprietari, i commercianti di Norimberga che lo fecero edificare, fu in seguito rilevato dalle famiglie Scopoli e Jacob (Luigi Jacob a Rovereto aveva iniziato la sua attività rilevando e dotando di macchinari per la produzione a foglio continuo la cartiera ex Fedrigoni) è ritornato infine alla denominazione originaria di Sichardt.

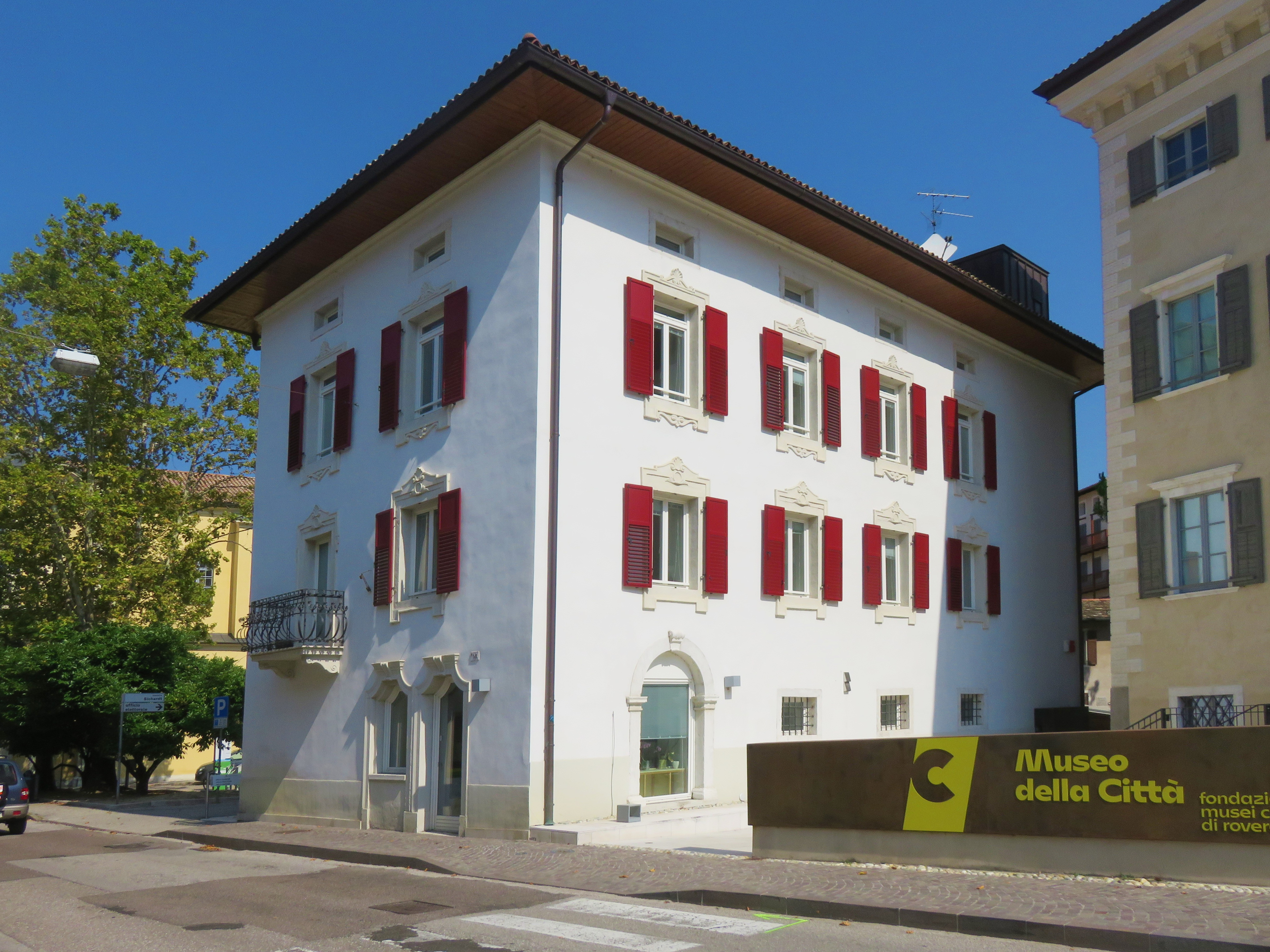
Palazzina dell'ex filatoio, in uso come sede di uffici comunali.

## Filatoio
Il filatoio per la seta fu il primo ad essere edificato nel 1709 sulla roza piccola. Durante il suo periodo di attività, a partire in particolare dal 1738, divenne di proprietà, nell'ordine, di Sichardt, Baroni, Scopoli e Jacob. Era munito di una ruota idraulica alimentata dal Leno attraverso la roza e vi erano impiegati come operai 25 donne e 7 uomini.

## Aspetti architettonici
La costruzione ha una struttura solida, suddivisa su quattro piani. La facciata principale è su via Calcinari.

## Utilizzo
I lavori di ristrutturazione e restauro, iniziati qualche tempo dopo il trasferimento della precedente sede museale, sono stati ultimati nel 2019. Viene utilizzato come sede del Museo della Città.